# Josef František Doubek
Josef František Doubek (29. května 1807 Polička – 25. prosince 1882 Praha), uváděný i s příjmením Daubek, byl český podnikatel a komunální politik.

## Biografie
Narodil se 29. května 1807 v Poličce jako syn obchodníka Františka Daubka.
Studoval na gymnáziu v Litomyšli a plánoval, že se stane knězem; studia ale musel předčasně ukončit kvůli finančním potížím rodičů. Místo toho vstoupil jako společník do otcova textilního závodu. Svým úsilím zajistil rozvoj podniku, čímž přispěl ke zlepšení životních poměrů chudých tkalců v regionu.
Roku 1850 (podle jiných zdrojů už roku 1847) koupil za 399 tisíc zlatých deskový statek v Litni poblíž hradu Karlštejn. Pomocí meliorací pozemků, výstavbou pivovaru, sladovny a lihovaru z něj vytvořil jeden ze vzorných velkostatků v Čechách. Vznikla zde i lihovarnická škola, kterou navštěvovali studenti z celého Rakouského císařství.
V roce 1853 vybudoval mlýn v Brněnci na česko-moravském pomezí. Zajistil pro něj dodávky obilí z Ruska a naopak vyvážel do Německa, Francie, Belgie a Anglie. Mlýn později předal svému jedinému synovi Josefovi Šebestiánu Daubkovi, který pokračoval v jeho rozvoji.
Po roce 1860 zakoupil hnědouhelná ložiska na Mostecku. Založil zde doly, které roku 1872 prodal mostecké společnosti.
Byl i veřejně činný. Roku 1848 se stal prvním svobodně zvoleným purkmistrem Poličky (všichni předchozí byli dosazováni vládou). Později se stal členem obecního zastupitelstva v Litni a okresního zastupitelstva v Berouně. Podporoval chudinu i vlastenecké podniky, jako např. Národní divadlo, Ústřední matici školskou a Svatobor.
Zemřel 25. prosince 1882 v Praze, pohřben byl v Litni. Zádušní obřady se konaly i v Poličce a dalších obcích.
Ve své době byl všeobecně známým podnikatelem a vlastencem. Byl oceňován pro svou pracovitost a poctivost, vzorné vedení podniku, aktivní účast na národním životě i dobročinnost. Nebyl však dekorován žádným oficiálním řádem.

## Verze příjmení
Jeho rodiče i další členové rodiny používali příjmení Daubek. U něho samotného však soudobí životopisci používali v českých zdrojích zpravidla (byť ne výlučně) počeštěnou verzi příjmení Doubek.